# 卡斯縣 (密蘇里州)
卡斯县（英語：Cass County）是美国密蘇里州西北部的一個郡，西鄰堪薩斯州，面積1,820平方公里。根據2020年美國人口普查，共有人口10萬7,824人。縣治哈里森維爾，最大城市堪薩斯城。該縣成立於1835年3月3日，原紀念第八任美国总统马丁·范布伦。1849年2月19日改以其政敵、來自密西根州的聯邦參議員刘易斯·卡斯（Lewis Cass）命名。